# 查爾斯·圖阿蒂
查爾斯·圖阿蒂（法語：Charly Chaloum Touati，1925年2月1日—2003年3月15日），出生於法屬阿爾及利亞的特萊姆森，是一位已故的猶太教首席拉比。

## 生平
他從1943年進入阿爾及爾大學之後，開始踏入猶太教義的學習，兩年後進入法國猶太神學院繼續進修，接著再前往索邦神學院修習。
1970年代之後，他在高等研究應用學院和法國猶太神學院擔任教授，講授猶太教的塔木德和哲學，1977年時法國猶太神學院院長埃內斯特·古根海姆辭世，因此他短暫的成為院長。

## 受獎
- 1983年：  法國榮譽軍團勳章